# グジェゴシュ・ラシャク
グジェゴシュ・ラシャク（ポーランド語: Grzegorz Rasiak、1979年1月12日 - ）は、ポーランド・シュチェチン出身の元プロサッカー選手。元ポーランド代表。ポジションはフォワード(CF)。

## 経歴

### クラブ
母国ポーランドのチームから2004年に当時チャンピオンシップのダービー・カウンティFCに加入。チーム内得点王となるリーグ戦16得点を記録したがチームは4位と惜しくもプレミアリーグ昇格を逃した。
2005年8月31日にプレミアリーグのトッテナム・ホットスパーFCに移籍した。しかしスパーズではロビー・キーンやジャーメイン・デフォー、ミドの前にあまり出場機会を得られなかった。
2006年2月に当時チャンピオンシップのサウサンプトンFCにレンタル移籍。その後完全移籍し活躍するとプレミアリーグのボルトン・ワンダラーズFCにレンタル移籍した。しかしトッテナム時代と同じくプレミアリーグでは活躍できずに終わった。
その後在籍したワトフォードFCやレディングFCではFWとしては申し分のない成績を残した。
2013年にプロ選手としてのキャリアをスタートしたヴァルタ・ポズナンに復帰。2014年に現役引退。

### 代表
2002年にポーランド代表デビューを果たした。2006年には2006 FIFAワールドカップの代表メンバーに選出され、第3節のコスタリカ代表戦で85分からエウゼビウシュ・スモラレクに代わって出場した。ポーランド代表はGL敗退に終わったためW杯出場は1試合にとどまった。

## 代表歴

### 出場大会
- ポーランド代表
  - 2006 FIFAワールドカップ

### 試合数
- 国際Aマッチ 37試合 8得点（2002年-2007年）[2]

| ポーランド代表 | 国際Aマッチ | 国際Aマッチ |
| 年             | 出場        | 得点        |
| -------------- | ----------- | ----------- |
| 2002           | 1           | 0           |
| 2003           | 7           | 3           |
| 2004           | 8           | 0           |
| 2005           | 9           | 3           |
| 2006           | 8           | 2           |
| 2007           | 4           | 0           |
| 通算           | 37          | 8           |